# Кавкамахі
Кавкамахі (рос. Кавкамахи) — село Акушинського району, Дагестану Росії.
Населення — 1514 (2015).

## Населення
За даними перепису населення 2002 року в селі мешкало 1530 осіб. У тому числі 764 (49,93 %) чоловіка та 766 (50,07 %) жінок.
Переважна більшість мешканців — даргинці (100 % від усіх мешканців). У селі переважає північнодаргинська мова.